# Alejandro Della Nave
Alejandro Della Nave, vollständiger Name Alejandro Nicolás Della Nave Casella, (* 15. August 1998 in Montevideo) ist ein uruguayischer Fußballspieler.

## Karriere
Der Mittelfeldspieler Della Nave spielt seit 2012 für die Nachwuchsmannschaft (Formativas) von Centro Atlético Fénix. Bereits am 19. März 2016 und somit in der Saison 2015/16 gehörte er im Spiel der Profimannschaft gegen den Club Atlético Rentistas erstmals zum Spieltagskader, wurde allerdings nicht eingesetzt. Er debütierte schließlich am 5. Juni 2016 in der Primera División, als er von Trainer Rosario Martínez am 15. Spieltag der Clausura bei der 0:1-Auswärtsniederlage gegen Defensor Sporting in der 72. Spielminute für Raúl Ferro eingewechselt wurde. Dies blieb sein einziger Saisoneinsatz. Während der Saison 2016 kam er einmal (kein Tor) in der Liga zum Einsatz.